# Ростовський повіт (Ярославська губернія)
Ростовський повіт — адміністративна одиниця Ярославської губернії з центром у місті Ростов. Розташовувався на території сучасних Ростовського й Борисоглєбського районів Ярославської області, а також Іллінського району Івановської області.

## Географія
Ростовський повіт був най південнішим повітом Ярославської губернії. Межував на заході з Углицьким повітом Ярославської губернії, на півдні — з Переславським повітом Владимирської губернії, на сході — з Юріївським, Суздальським і Шуйським повітами Владимирської губернії, на півночі — з Ярославським повітом.
Основним заняттям населення повіту було вирощування та переробка продуктів сільського господарства, в основному картоплі, зеленого горошку й ріпчастої цибулі. Так само вироблялись цегла, свічки, мед, а від кінця XIX століття лляні тканини. Велике значення для повіту мав Ростовський ярмарок, що занепав після будівництва Московсько-Ярославської залізниці.

## Адміністративний поділ
1862 року повіт мав 19 волостей:
- Астафіївська
- Борисоглебська
- Ворзька
- Вощажниковська
- Гарська
- Івановська
- Іллінська
- Капцевська
- Климотинська
- Лазарцево-Фоминська
- Любилковська
- Никольська
- Новоселко-Пеньковська
- Новосельско-Зюзинська
- Порецька
- Приїмковська
- Савинська
- Спасографська
- Сулостська

Окрім того, до складу повіту входили два міста:
- Ростов — повітове місто
- Петровськ — заштатне місто